# Карин Жан-Пјер
Карин Жан-Пјер (рођена 13. августа 1974.) америчка је политичка саветница која се налази на функцији секретара за штампу Беле куће од 13. маја 2022. и на месту вишег саветника председника Џоа Бајдена од 7. октобра 2024. Она је прва црна особа и прва отворено ЛГБТ особа на позицији секретара за штампу Беле куће. Претходно је била заменица секретара за штампу своје претходнице Џен Псаки од 2021. до 2022. као и шеф кабинета кандидата за потпредседника САД Камале Харис током председничке кампање 2020.
Пре него што је радила за Харис током избора 2020 и за Бајден-Харисовом администрацијом, Жан-Пјер је била виши саветник и национална портпаролка прогресивне групе MoveOn.org. Такође је претходно била политички аналитичар за NBC News и MSNBC и предавач међународних односа и односа са јавношћу на Универзитету Колумбија .

## Рани живот и образовање
Жан-Пјер је рођена у Форт-де-Франсу на Мартинику, Француска, као ћерка хаићанских имиграната. Има двоје млађе браће и сестара, а имала је пет година када се њена породица преселила у Квинс Вилиџ, кварт у Квинсу у Њујорку. Њена мајка је радила као кућна здравствена помоћница и била је активна у својој пентекосталној цркви, док је њен отац био таксиста иако је имао диплому инжењера. Жан-Пјер је често била одговорна за бригу о својој браћи и сестрама, који су осам и десет година млађи, јер су оба родитеља радила шест или седам дана у недељи. Своје домаћинство је описала као конзервативно, католичко и репресивно.
Жан-Пјер је 1993. завршила Меморијалну средњу школу Келенберг, припремну школу за колеџ на Лонг Ајленду Њени родитељи су желели да студира медицину, а она је студирала природне науке на Њујоршком институту за технологију, где је свакодневно путовала, али је имала лош резултат на пријемном испиту за Медицински факултет. Променивши каријеру, стекла је диплому на Њујоршком институту за технологију 1997. Магистрирала је јавне послове на Школи за међународне и јавне послове на Универзитету Колумбија 2003. године, где је радила у студентској влади и одлучила да се бави политиком. На Универзитету Колумбија, један од њених ментора била је Естер Фухс, чији је курс похађала током јесењег семестра 2001.
Течно говори енглески, француски и хаићански креолски.